# Ouderejaars
Een ouderejaars of ancien is een aan een universiteit of hogeschool (Nederlands of Belgisch) ingeschreven student, die sinds meer dan één jaar lid is van een studentenvereniging.

## België
In Vlaanderen is in bepaalde studentenverenigingen een ouderejaars een commilito van een studentenvereniging of studentenclub die na een jaar als schacht werd ontgroend. De ouderejaars komt in aanmerking voor het uitoefenen van verschillende bestuursfuncties binnen de vereniging. Na afronding van de studie wordt de ouderejaars een oud-lid. Dit gebeurt nadat de ouderejaars een zwanenzang heeft gehouden op de laatste cantus van het academisch jaar.
In sommige studentenverenigingen, zoals deze aan de Vrije Universiteit Brussel en de Erasmushogeschool Brussel, is ancien gebruikelijker en is een bijkomstig onderscheid dat het houden van een zwanenzang niet gebruikelijk is.